# Avenida Júlio de Castilhos (Caxias do Sul)

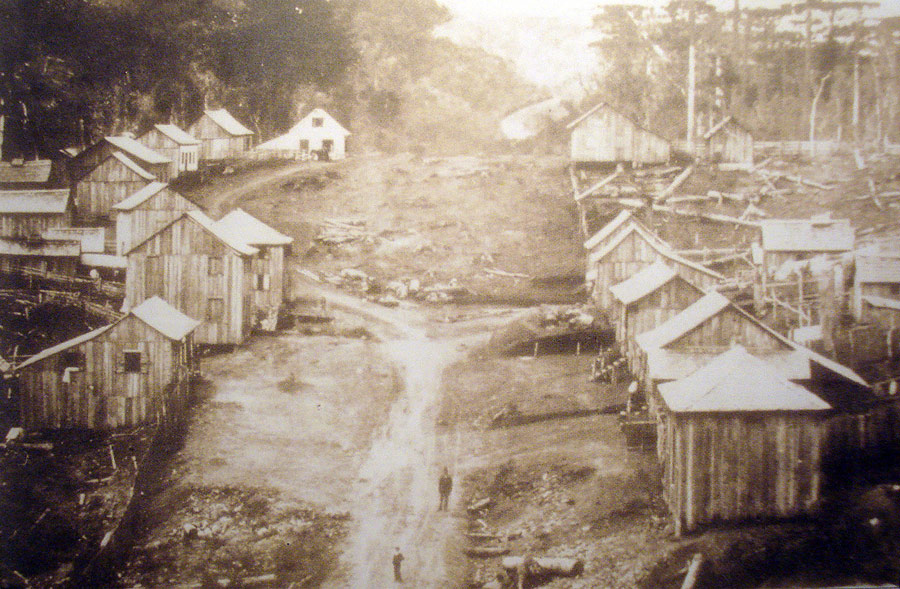
O embrião da Avenida Júlio de Castilhos em torno de 1880. À direita, ao fundo, está o largo que viria a ser a Praça Dante Alighieri.

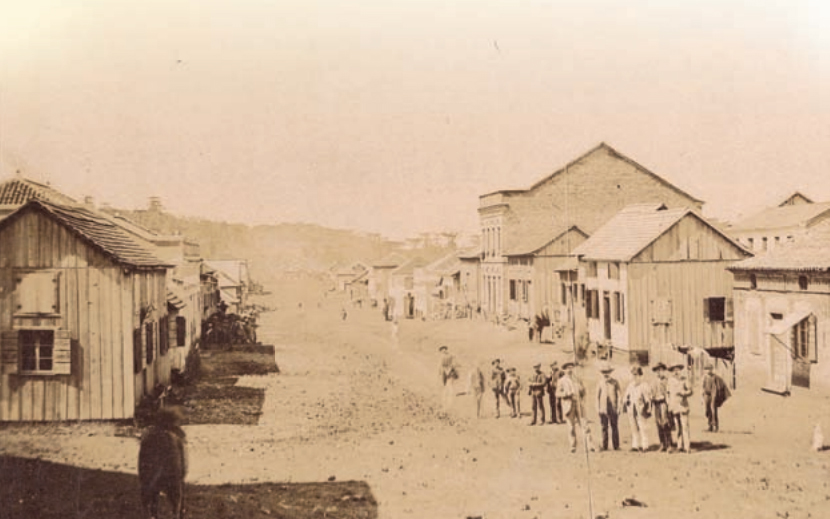
Vista de trecho da via em torno de 1890

A Avenida Júlio de Castilhos é a mais antiga via pública da cidade brasileira de Caxias do Sul. Seu leito incorporou um antigo caminho indígena, e até as primeiras décadas do século XX não passou de uma estrada de terra batida, mesmo sendo desde o início a principal via da cidade. Depois foi estendida, urbanizada e ornamentada, permanecendo com um traçado inteiramente retilíneo salvo no seu término ocidental. Seus extremos atuais são a Praça Getúlio Vargas diante do Monumento Nacional ao Imigrante a leste, no Bairro Petrópolis, e o entroncamento com a Avenina Rubem Bento Alves, a oeste, no Bairro Cinquentenário. Sua evolução se confunde com a história de Caxias, de cujo núcleo urbano permanece como a espinha dorsal, e ainda guarda vários marcos arquitetônicos de interesse.

## História
Suas origens datam de antes da fundação oficial do povoado em 1875, que iniciou como uma colônia de italianos. O trecho que ela ocupa faz parte de uma antiga rota de índios, margeando um de seus acampamentos, conhecido como o Campo dos Bugres. Depois tropeiros e exploradores europeus utilizaram esse caminho, que em meados do século XIX começou a ser definitivamente desbravado, sem, contudo, que se abrisse uma verdadeira estrada. A urbanização começou pouco depois da fundação da Colônia Fundos de Nova Palmira, situada na beirada do planalto riograndense, estabelecendo sua sede oficial em Nova Milano, na 1ª das 17 Léguas em que a colônia foi dividida. Hoje o local está no município de Farroupilha.

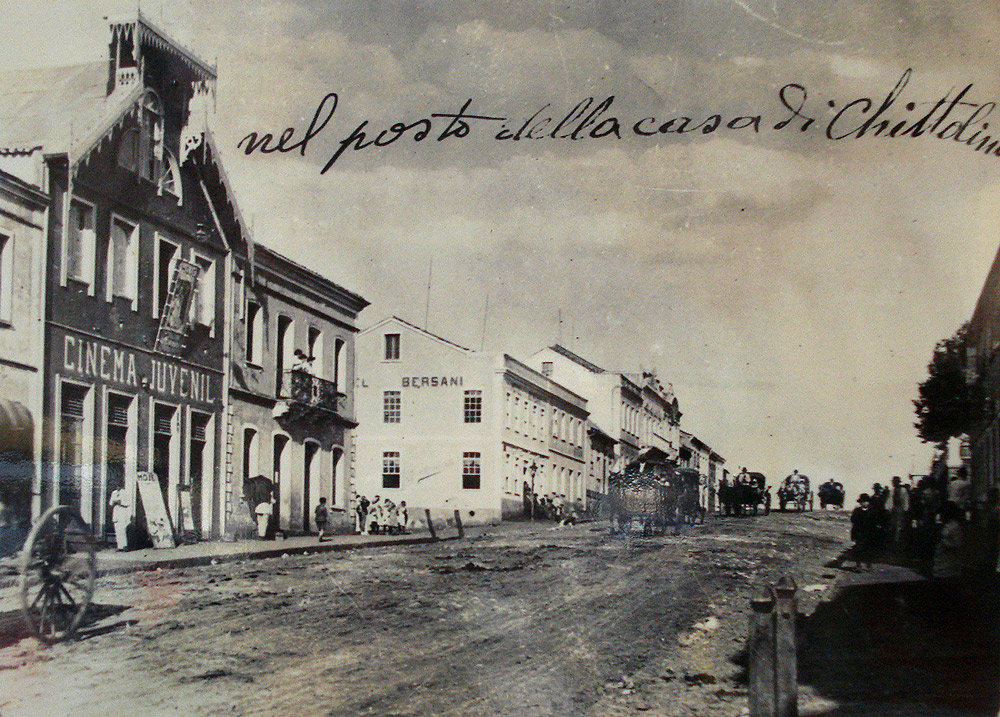
Trecho da avenida em 1910, vendo-se à esquerda o prédio do primeiro cinema da cidade, o Cinema Juvenil

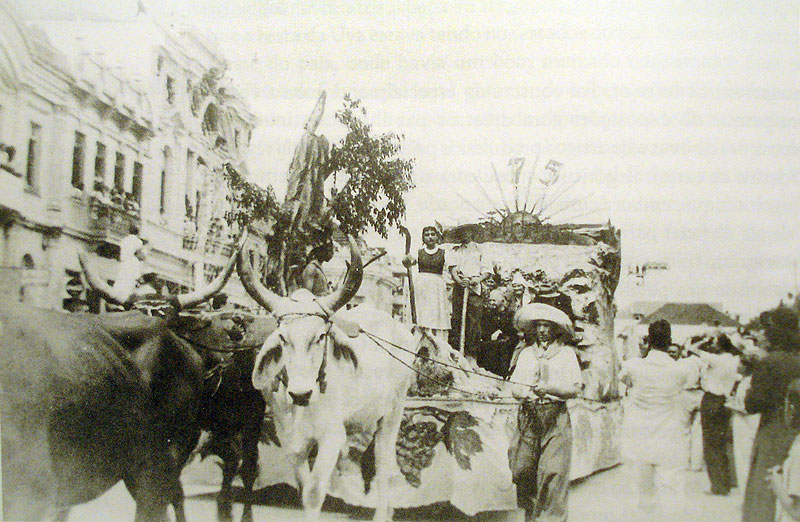
Desfile da Festa da Uva em 1950

Em 1876 o engenheiro Augusto Francisco Gonçalves, oficial do governo, aparentemente por sugestão de Luiz Antônio Feijó Júnior, determinou que a sede colonial fosse transferida de Nova Milano para o Campo dos Bugres, a cerca de 15 km a leste, situado na divisa da 5ª e da 7ª Léguas, exatamente sobre a antiga passagem e acampamento indígena, que começaram a ser desmatados, aterrados e arruados. Alargando a passagem indígena, foi aberta a Rua Grande. O centro do povoado foi marcado com a abertura de uma praça, a Praça Dante Alighieri, delimitada em sua face norte pela Rua Grande. Nesta praça foi erguida a Matriz. Em 1877 a colônia foi batizada Caxias, e em 1878, sendo descartado o primeiro plano urbano, que tinha erros, o diretor da colônia Luiz Manoel de Azevedo elaborou a segunda planta do centro, seguindo o modelo da malha romana. Nela a Rua Grande já aparece batizada Rua Silveira Martins, e ocupava apenas nove quadras de extensão. Logo ali se concentraram o comércio, as pensões e as bodegas, assim como as festas e reuniões públicas, mas os prolongamentos suburbanos a leste e a oeste, onde o caminho antigo penetrava na zona rural, permaneceriam muito precários até o início do século XX. Eles faziam a ligação de um lado com São Sebastião do Caí, importante entreposto comercial que abastecia principalmente as colônias do Vale dos Sinos e do centro do estado, e a capital Porto Alegre, e do outro se comunicava com os caminhos dos tropeiros que vinham das vacarias de cima do planalto com suas tropas de comércio e seus rebanhos. Entre 1882 e 1884 o trecho central enfim foi retificado e as edificações erguidas sem ordem foram demolidas, iniciando-se a implantação do plano de urbanização.
A Rua Silveira Martins em 1890 tinha doze quadras de extensão. Em 1893 o topônimo foi mudado novamente, homenageando o antigo presidente da província Júlio de Castilhos, mas ainda se chamava rua, e pouco depois começou a ser instalada iluminação pública com lampiões a gás, substituídos a partir de 1913 por lâmpadas elétricas. No início do século XX o logradouro ainda era todo de terra batida com cascalhos, mas alguns trechos já tinham passeios laterais, e via-se surgir muitas residências e outros edifícios elegantes, como os palacetes Scotti e Sassi e o Teatro Central. Nos anos 1920, com a entrada em vigor de um novo Código de Posturas, foram proibidas novas construções de madeira no Centro e a ampliação das já existentes, além de serem introduzidas regras mais rígidas para a construção em geral e conceitos mais modernos sobre habitabilidade, conforto, segurança e higiene, que influíram na configuração das edificações. As novas normas também provocaram a gradual retirada das muitas indústrias que haviam se instalado no centro, algumas de grande porte, e um concomitante afastamento da classe baixa, tornando a região central um reduto da elite e da classe média. Em 1939 a Rua Júlio de Castilhos tornou-se uma avenida. Na data se estendia da Praça João Pessoa à Rua Angelina Michielon.

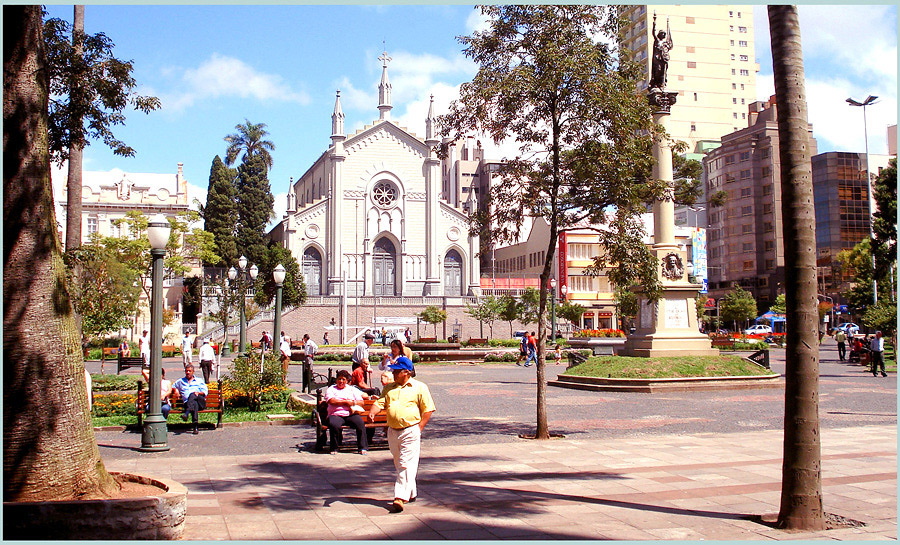
Período em que o trecho central foi fundido à Praça Dante Alighieri. A foto mostra parte do novo calçadão.

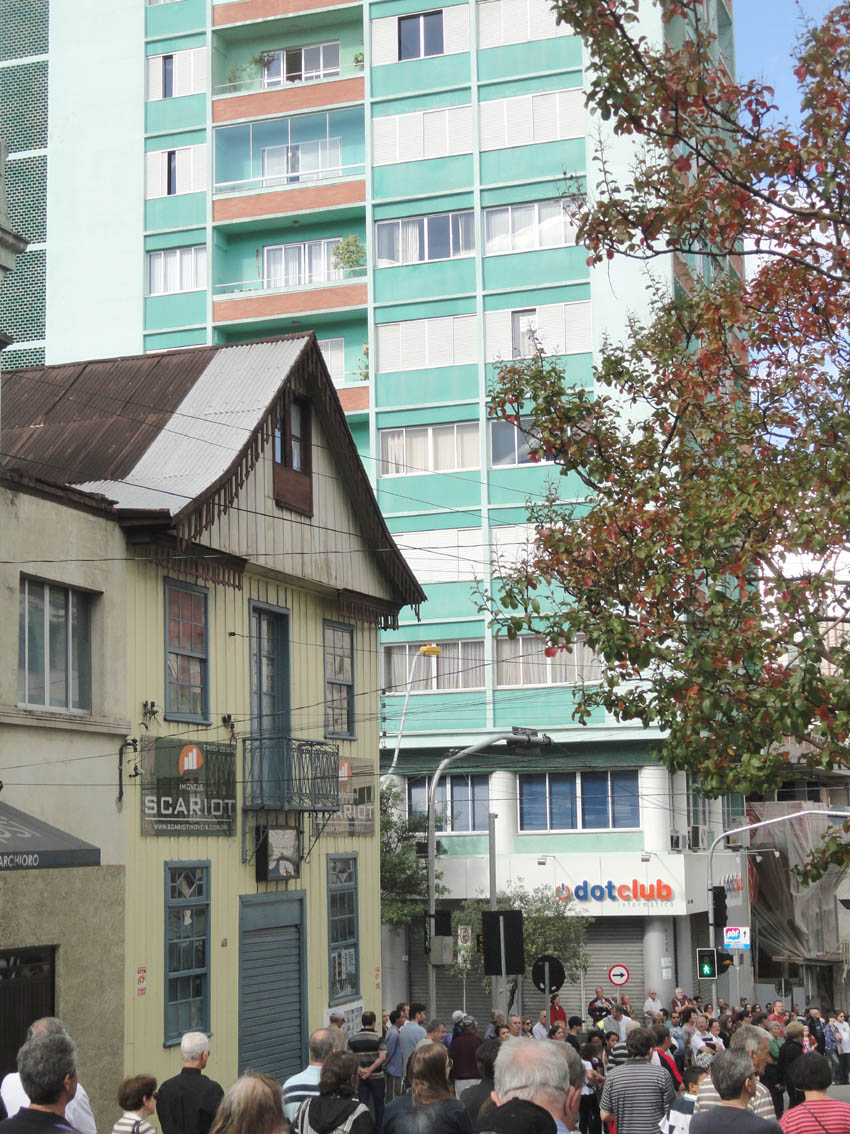
O contraste entre o antigo e o moderno na avenida

Ao longo do século a avenida foi sendo calçada, urbanizada, embelezada e esticada, recebeu canteiros com flores e árvores dividindo as pistas ao longo de todo o seu trajeto, e passou a delimitar a face norte do Parque do Cinquentenário, um dos principais parques urbanos da cidade, avanço favorecido pela construção, na década de 1950, do Monumento Nacional ao Imigrante no bairro Petrópolis, que hoje marca o extremo leste da avenida, e na década de 1960, da antiga Escola Normal no bairro Cinquentenário, a primeira escola de formação de professores da cidade, hoje o Colégio Cristóvão de Mendoza, próximo do seu atual extremo oeste. Em 1958 foi inaugurado o Monumento à Itália na Praça João Pessoa, na esquina com a Rua Feijó Júnior, no Bairro São Pelegrino.
Caxias, com efeito, crescia muito rápido nesta altura. O Plano Diretor seria modificado várias vezes a partir da década de 1950, e complementado com legislação sobre edificações, traçando novos parâmetros para a altura dos prédios, materiais de construção, calçamentos, alinhamentos, afastamentos, estética e outros aspectos, com tratamento diferenciado na zona central, modificando sensivelmente o perfil urbano desta região e iniciando uma rápida verticalização no adensamento. No fim da década de 1970 o trecho que passa pela Praça Dante foi fechado e transformado em calçadão arborizado, mas o bloqueio da principal artéria da cidade causou congestionamentos em todo o centro. As reformas foram revertidas em 2003 e o tráfego de veículos voltou a circular, mas com as pistas estreitadas.
Em 2007 um novo Plano Diretor definiu um Setor Especial no centro da cidade, denominado Centro Histórico, colocando-o sob regulamentação particular devido às suas características diferenciadas, e ratificando as determinações da Lei Orgânica de 1990 que protegia os imóveis de mais de 50 anos. Na mesma época começou a se tornar preocupante a poluição visual nos prédios históricos, sendo tomadas medidas para remover o excesso de anúncios e placas das edificações comerciais. A avenida tem um forte comércio varejista, ali estão sediadas instituições, clínicas, lojas de alimentação e outros estabelecimentos, e é densamente habitada. Seu tráfego tem se tornado complicado nos últimos anos, à medida que cresce o número de veículos e pedestres circulando na zona central. Também têm crescido as reclamações sobre a degradação do logradouro com a formação de pontos de tráfico de drogas, assaltos e prostituição.
A avenida ainda conta com edificações históricas pontilhando a maior parte do seu trajeto, como o Hospital Pompeia, o Arquivo Histórico Municipal João Spadari Adami, a primeira Igreja Metodista, a Capela do Santo Sepulcro e a Livraria Saldanha, mas a concentração principal fica no trecho da Praça Dante Alighieri, onde mais da metade dos edifícios situados na avenida são tombados, incluindo o Banco Francês e Brasileiro, a Casa Sassi, o antigo Cinema Central, Casa Scotti e a Sede Social do Clube Juvenil. A praça e a avenida são os logradouros mais tradicionais da cidade. Desde o início, ali aconteceu "de tudo", como passeatas, revoltas, protestos, concentrações políticas e religiosas, crimes, celebrações, por ali passaram desfiles da Festa da Uva e paradas cívicas e escolares, e ainda hoje preserva sua vocação original de centro nervoso da urbe e sua condição de principal avenida. Contudo, a vasta maioria da arquitetura primitiva  cedeu espaço para obras modernas, e a memória do logradouro tem se perdido, embora organismos oficiais venham programando atividades patrimonialistas e memorialistas.

## Imagens históricas

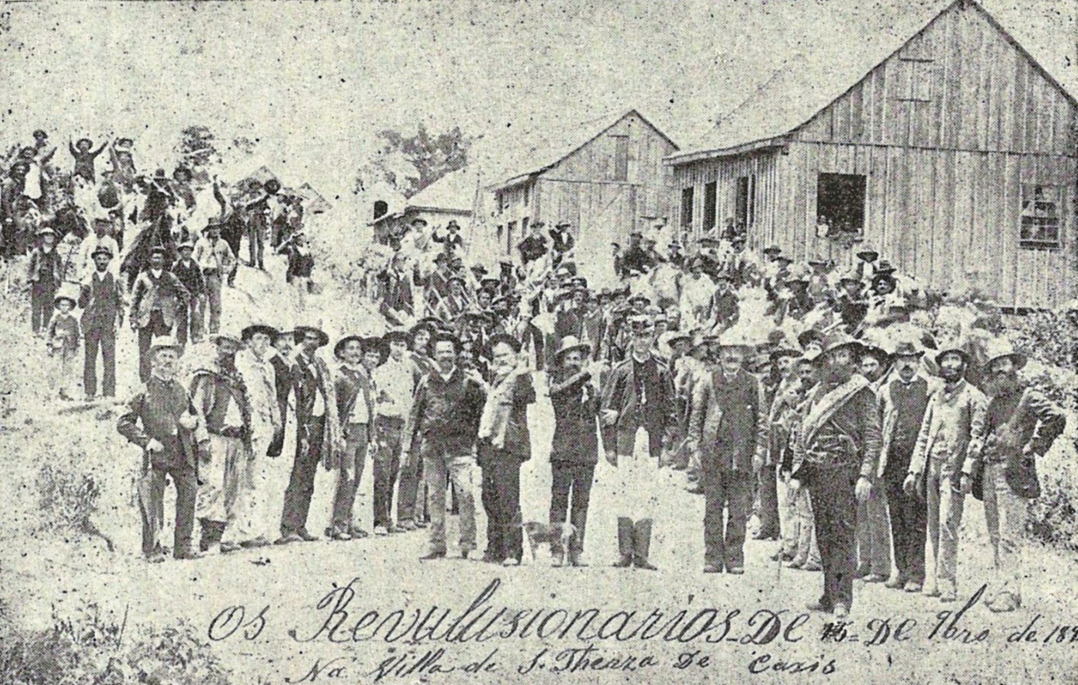
Líderes da primeira Revolta dos Colonos concentrados na Avenida Júlio de Castilhos em 1891.
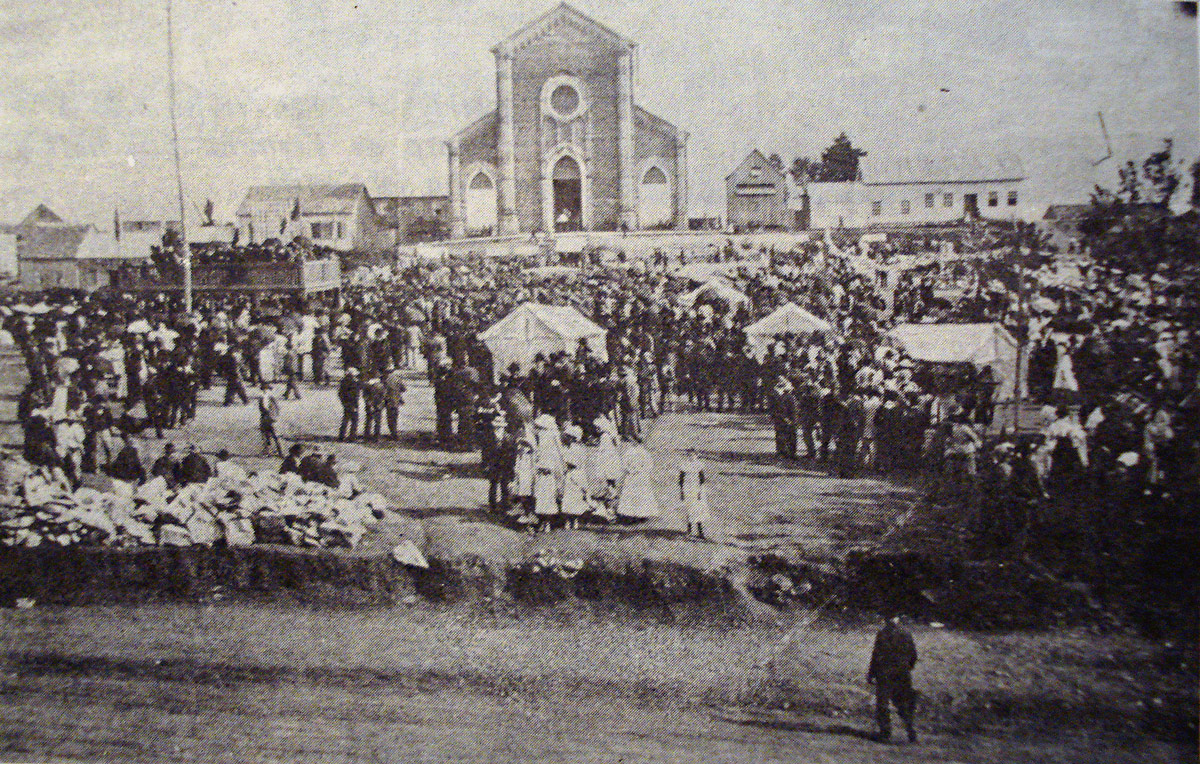
Vista da Praça Dante Alighieri e de parte da avenida (em primeiro plano) ainda sem qualquer urbanização, em torno de 1900.
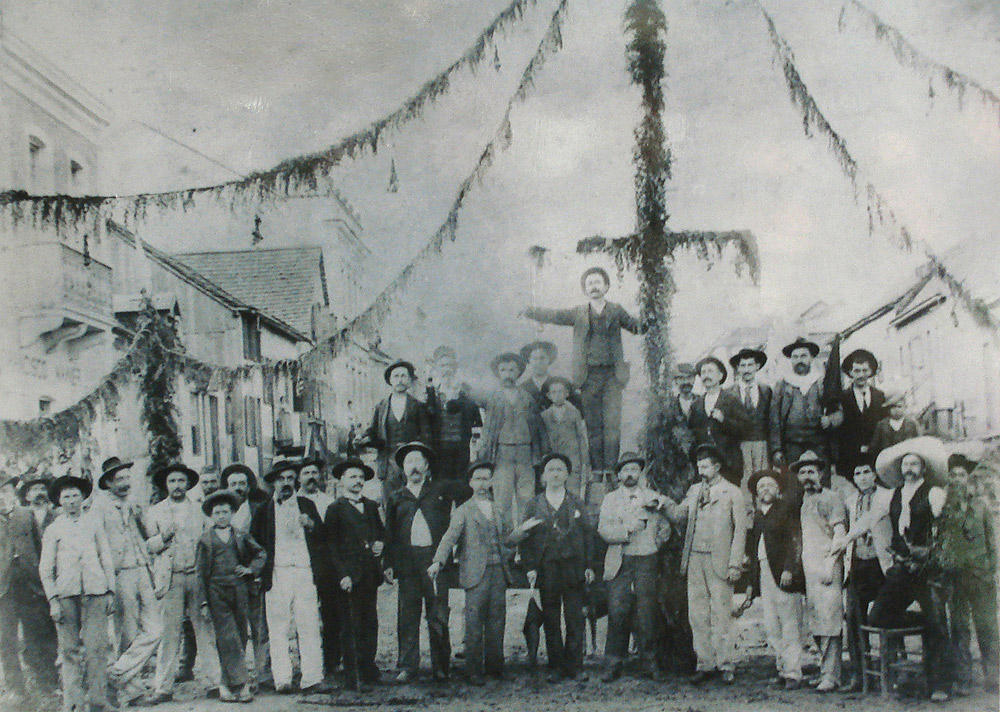
Celebração na avenida da passagem do ano 1899 para o ano 1900.
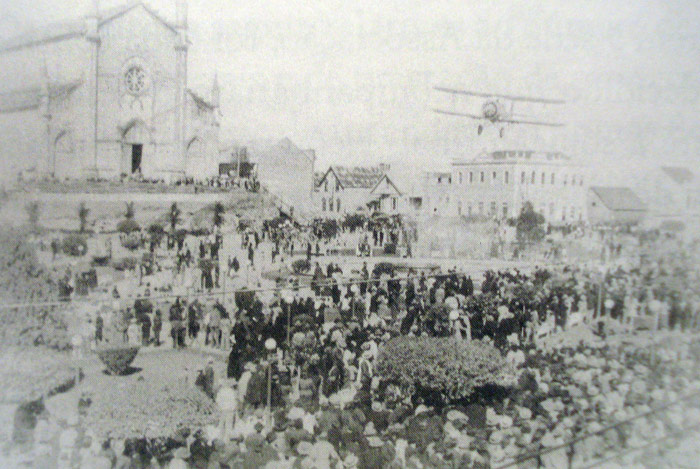
Concentração política na avenida e na praça na proclamação do Estado Novo.
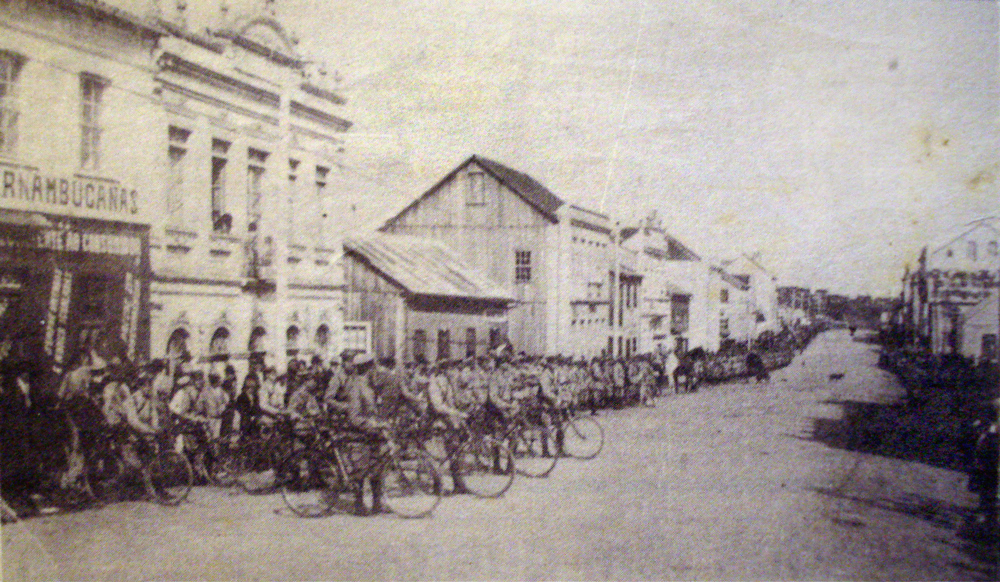
Desfile militar na década de 1930.

## Marcos arquitetônicos

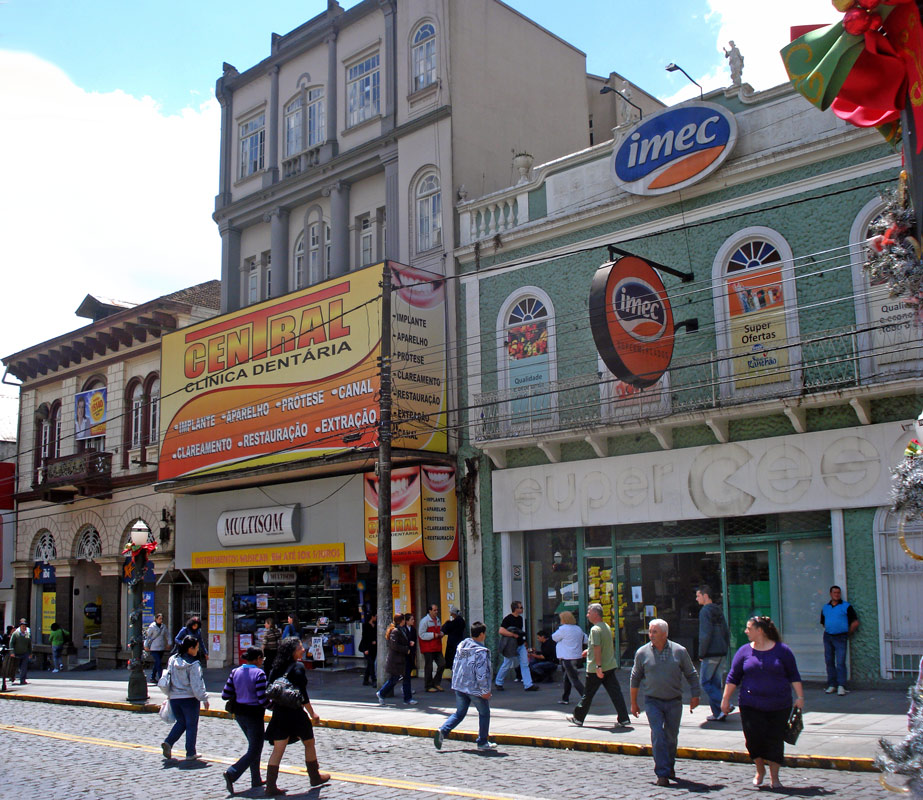
Poluição visual no prédio do Banco Francês e Brasileiro e outros
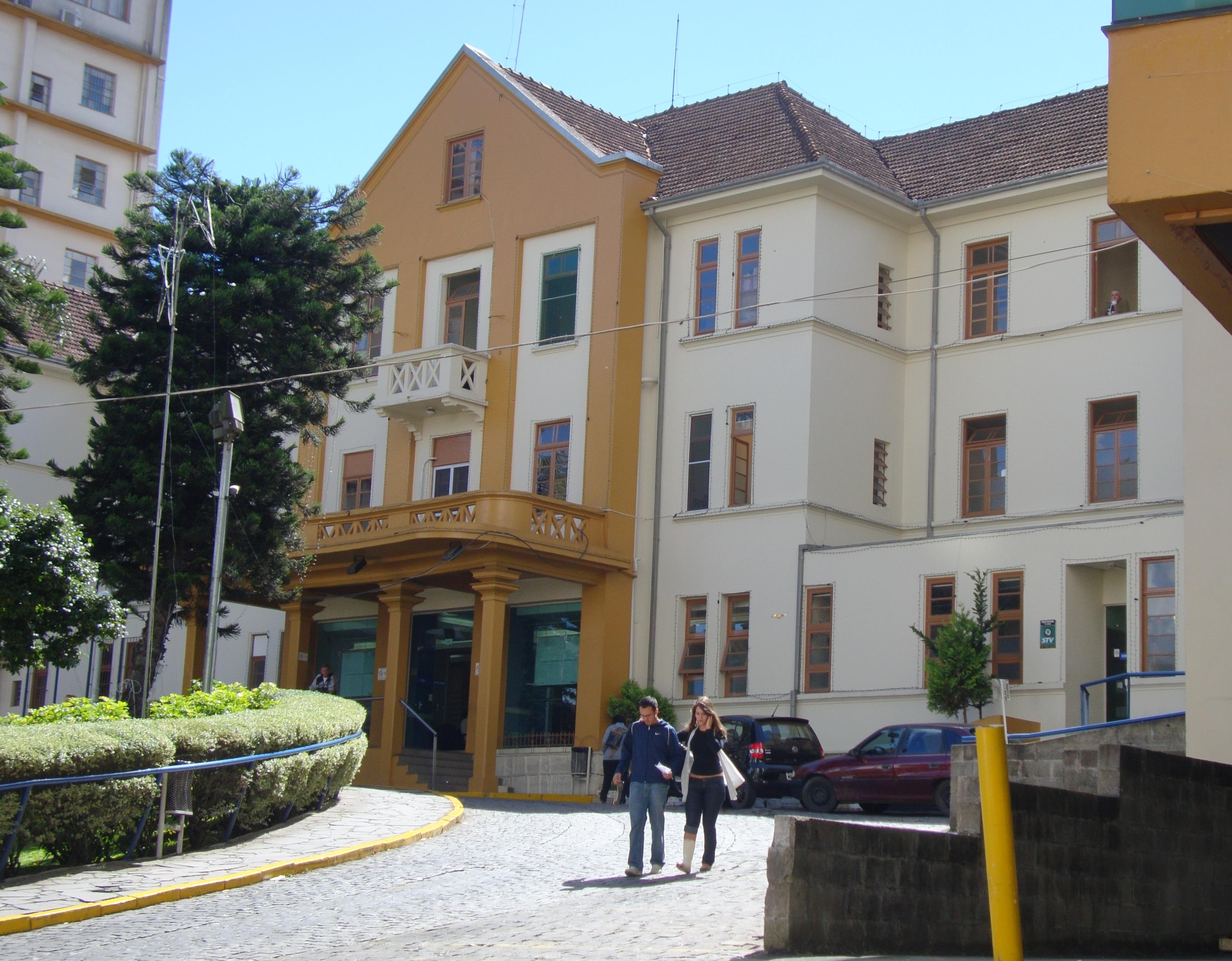
Hospital Pompéia
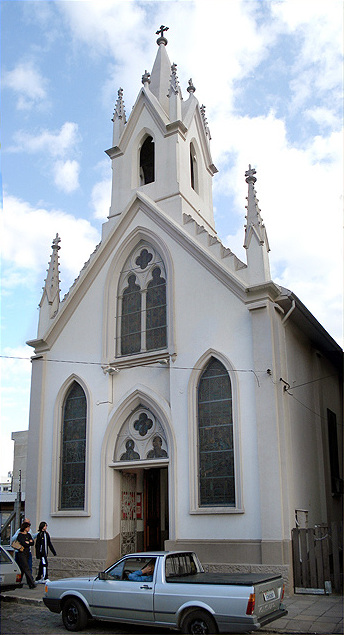
Capela do Santo Sepulcro
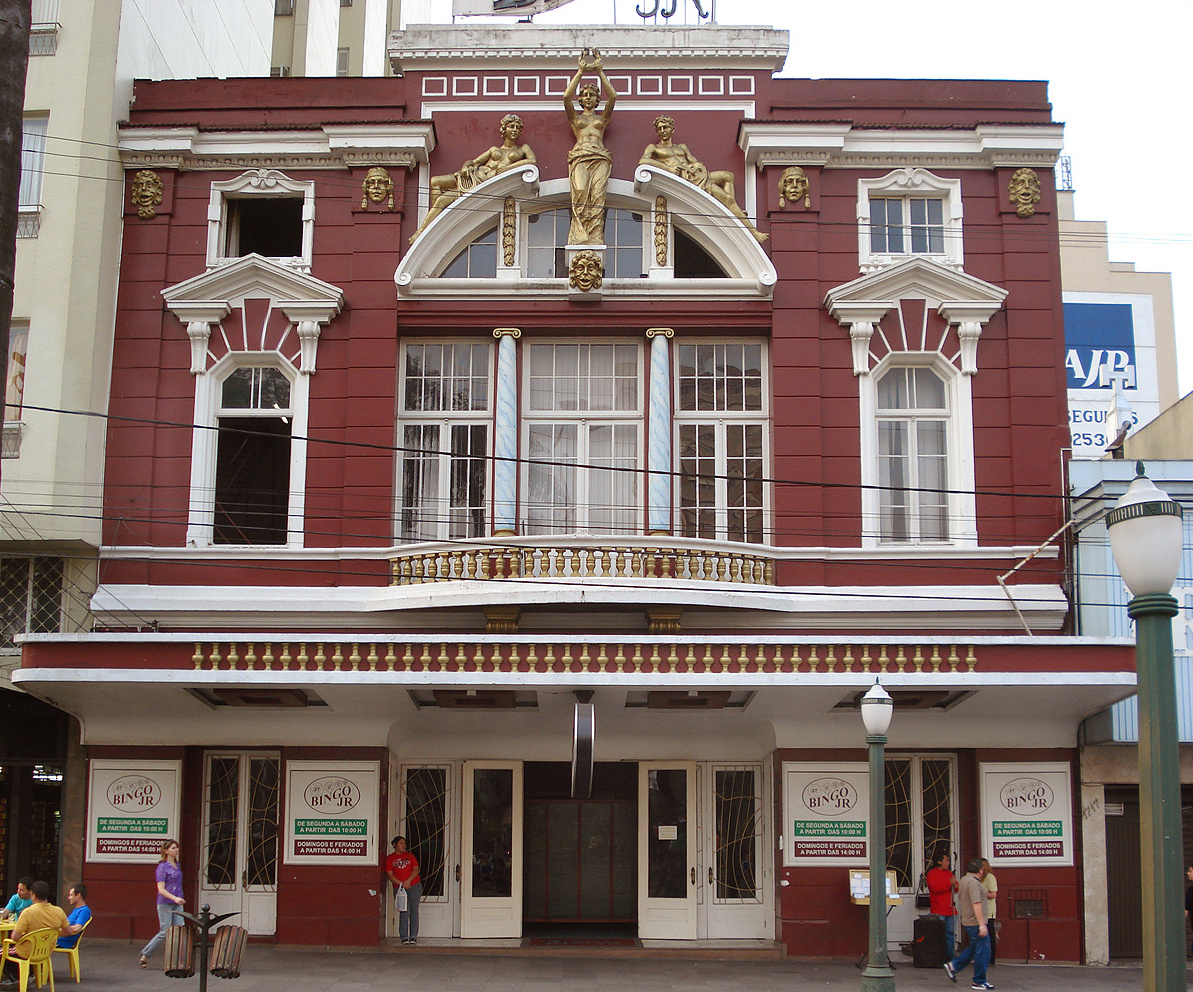
O antigo Cine Central

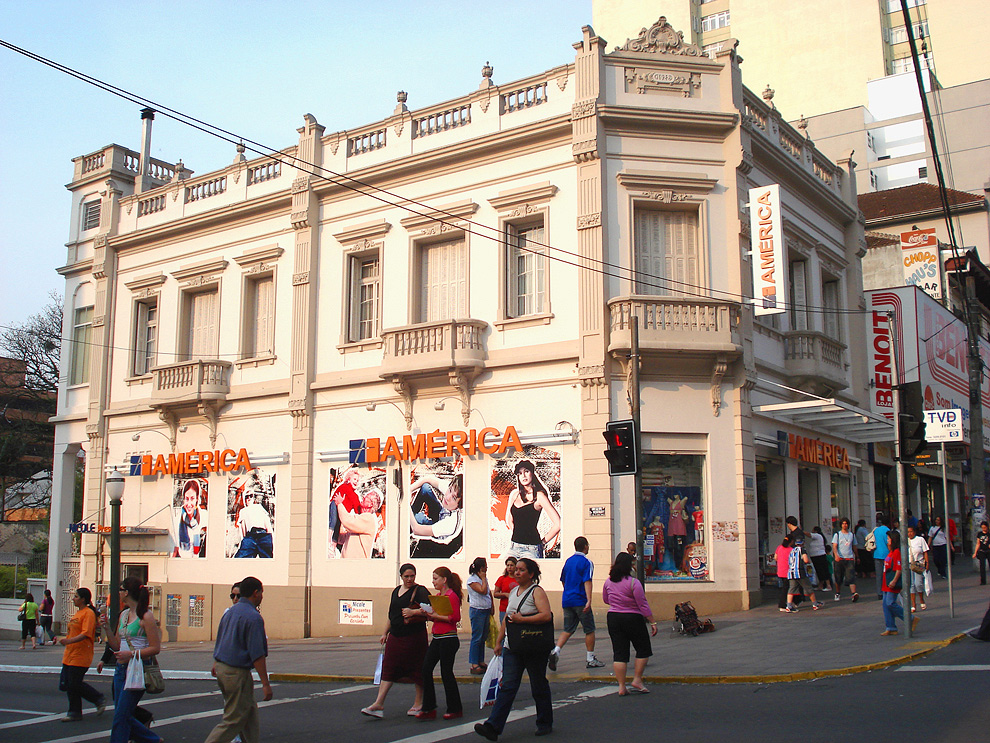
Casa Sassi
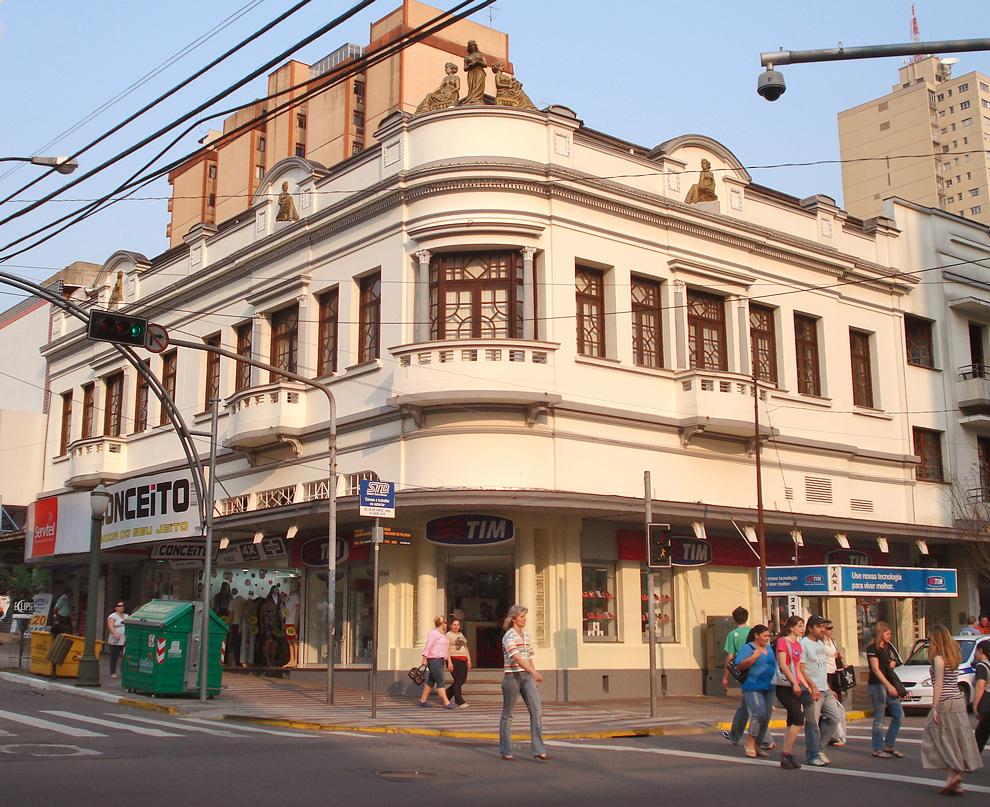
Livraria Saldanha
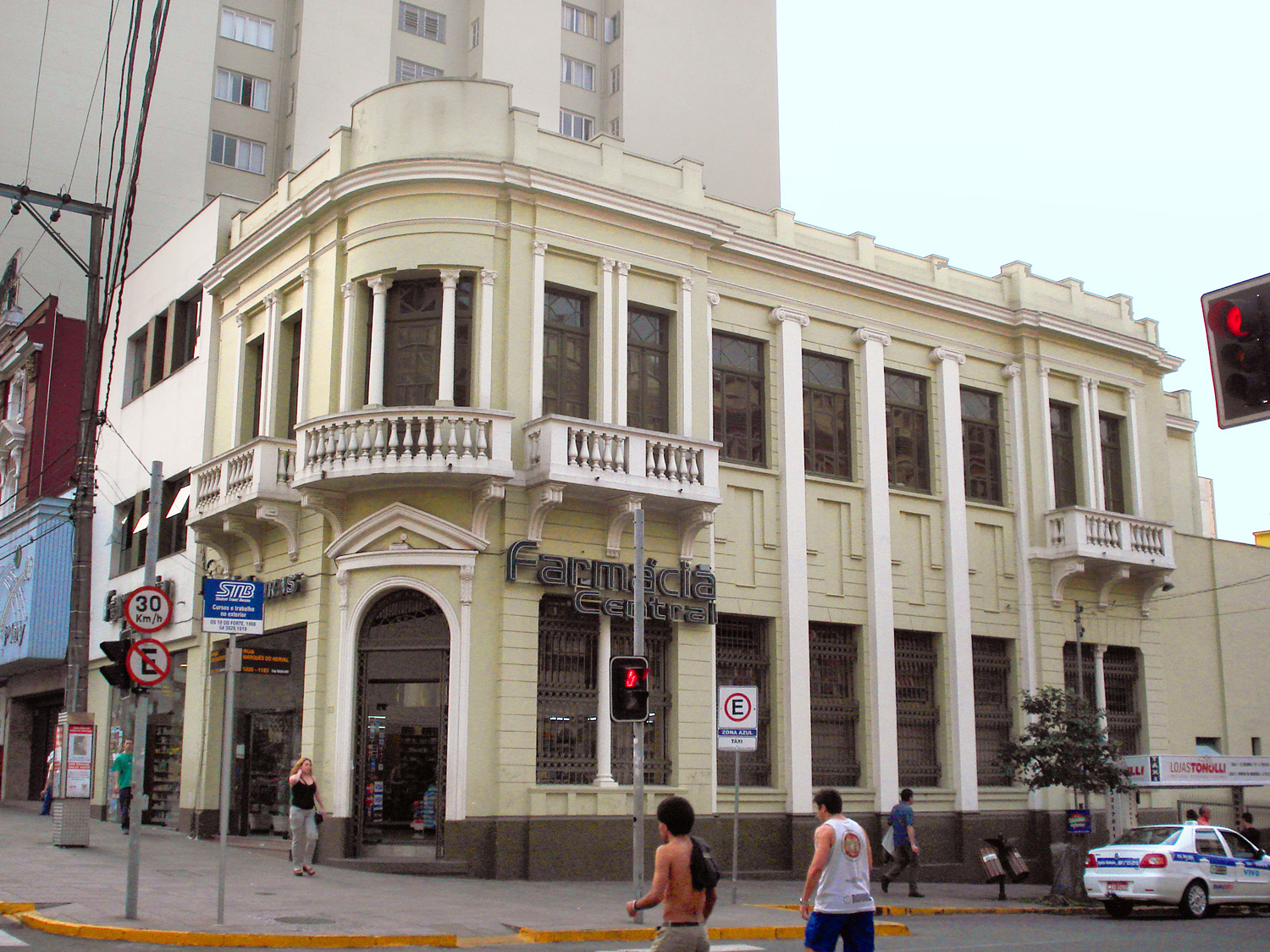
Casa Scotti
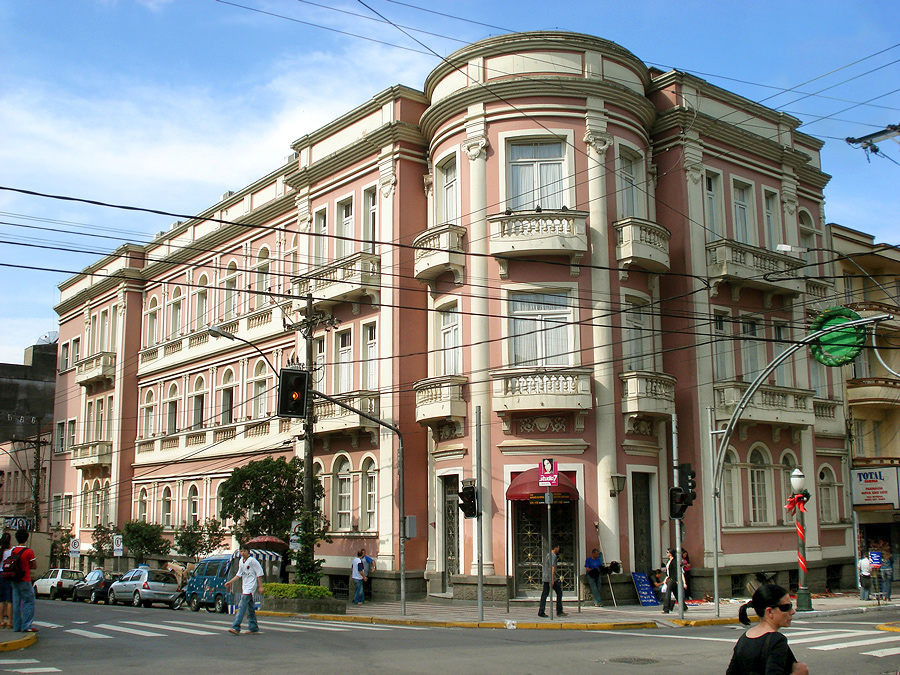
Clube Juvenil